# Mecatherm
Fondée en 1964, Mecatherm est une entreprise alsacienne. Elle a été rachetée en 2011 par Wendel. Unigrains a acquis Mecatherm en 2018